# Drumcode Records
 (décembre 2013).
Drumcode Records est un label de musique électronique suédoise, fondée et gérée par Adam Beyer. 

## Description
Depuis son premier disque sorti en 1996, l'entreprise a surtout produit des artistes techno suédois tels que Cari Lekebusch, Joel Mull, Ida Engberg. Drumcode compte deux sous-labels : Truesoul et Mad Eye, produisant des sonorités moins techno. 
Pour un moment, Drumcode a eu aussi un sous-label appelé Code Red, mais ce projet s'est terminé après seulement dix sorties. L'entreprise a fêté sa centième sortie en 2012.
Depuis quelques années, Drumcode se diversifie avec des collaborations d'artistes tels que Joseph Capriati, Alan Fitzpatrick, Nicole Moudaber, sans pour autant perdre l'identité qui lui est propre.

## Artistes ayant collaboré avec Drumcode
- Adam Beyer
- Alan Fitzpatrick
- Alex Tepper
- Amelie Lens
- Ascion
- Bart Skils
- Ben Sims
- Cari Lekebusch
- Chris Liebing
- Christian Smith
- Cisco Ferreira / The Advent
- Dhillon (Jeremy Olander)
- Dustin Zahn
- Enrico Sangiuliano
- Gaetano Parisio
- Gary Beck
- Gregor Tresher
- Hardcell
- Harvey McKay
- Henrik B
- Itamar Sagi
- Industrialyzer
- Ida Engberg
- Jerome Sydenham
- Jesper Dahlbäck
- Joel Mull
- Joey Beltram
- John Selway
- Joseph Capriati
- Kyle Geiger
- Luigi Madonna
- Maceo Plex
- Manic Brothers
- Marco Bailey
- Marco Carola
- Mark Reeve
- Mighty Thor
- Nicole Moudaber
- Nihad Tule
- Oliver Ho
- Ortin Cam
- Patrik Skoog
- Par Grindvik
- Paul Ritch
- Perc
- Petter B
- Renato Cohem
- Roberto Capuano
- Sam Paganini
- Sasha Carassi
- Slam
- Steve Lawler
- Stevenot
- Thomas Krome
- Tom Hades
- Tony Rohr
- Tiger Stripes
- Victor Calderone
- Zimmz